# DeepSeek
 (транскр.  Дипсик; кин: 深度求索; пин: Shēndù Qiúsuǒ) је кинеско предузеће за вештачку интелигенцију које развија велике језичке моделе отвореног кода. Седиште је у Хангџоуу. Налази се у власништву хеџ-фонда High-Flyer, чији је сувласник Љанг Венфенг основао DeepSeek.
У јануару 2025. DeepSeek је објавио бесплатног чет-бота, који је крајем истог месеца надмашио ChatGPT и постао бесплатна апликација са највише преузимања у продавници App Store у САД. Успех који је остварио DeepSeek у односу на веће и етаблиране ривале описан је као „успех вештачке интелигенције”.